# جوشوا كويت
جوشوا كويت هو محامي وسياسي أمريكي، ولد في 7 أكتوبر 1758 في نيو لندن في الولايات المتحدة، وتوفي بنفس المكان في 5 سبتمبر 1798. نشط حزبياً في Pro-Administration Party (United States) ‏. وقد انتخب عضو مجلس النواب الأمريكي ‏.